# Алексий I Комнин
Алексий I Комнин (на старогръцки: Ἀλέξιος Α' Κομνηνός) е византийски император от 1081 до смъртта си през 1118 г.
Принадлежащ към династията на Комнините, Алексий I има значителни заслуги за възстановяването на Византийската империя като първостепенна политическа сила във време на сериозни външнополитически заплахи.
Основен източник за съвременните знания и представи за Алексий Комнин е историческата биографична хроника Алексиада под авторството на дъщеря му Анна Комнина и хрониките на кръстоносните летописци като Гийом от Тир (виден дипломат от Йерусалимското кралство).
В края на XI век, след възхода при Македонската династия, Византия преживява тежък период на административен и политически колапс. Войните на Йоан Цимисхий и Македонската династия изчерпват ресурсите на имперската хазна, а Византия е в упадък поради ширеща се бюрократична корупция и продажба на административни постове, с които преди това не е могъл да се справи и чичото на Алексий Исак I Комнин, управлявал няколко десетилетия по-рано. Като последствие от Битката при Манцикерт, империята губи почти всички свои азиатски територии, а балканските земи са опустошени от множество въстания и вражески нашествия от север и запад. Византия е притискана от три страни – селджукските турци се разпореждат в Мала Азия, норманите са готови да дебаркират по адриатическото крайбрежие, а Балканите биват разграбвани от печенегите.

## Управление
Алексий I Комнин е племенник на император Исак I Комнин (1057 – 1059) и е син на Йоан Комнин, който отказва да наследи трона след оттеглянето на брат си. Отличава се като военачалник срещу нормани и турци при властването на Никифор III Вотаниат, срещу когото е извършен военен преврат и той се съгласява да абдикира в полза на Алексий.

### Войни на Балканите
През 1081 г., по време на коронацията му (по думите на дъщеря му Анна Комнина), Алексий I Комнин владее само територията между Одрин и Константинопол (Тракийска тема̀). Новият император е опитен, упорит и енергичен пълководец, който е принуден да води непрестанни войни.
В първите години след възкачването си Алексий I води неуспешни сражения с норманите, които завладяват Епир и Северна Гърция през 1083 – 4 г. под командването на Робер Гискар. Императорът на Византия изпраща 360 хил. златни номизми на германския император Хайнрих IV, който в замяна ангажира норманите с нападение срещу техните владения в Италия. Освен това, обещавайки търговски привилегии, Алексий I успява да привлече венецианците за съюзници и с тяхна помощ изтласква норманите от Гърция и Южна Италия. След смъртта на Робер Гискар през 1085 г. норманите се оттеглят от византийските провинции и задълго престават да бъдат заплаха.
По същото време Балканите са обхванати от въстания на еретици – богомили и павликяни, които използват народното недоволство от тежкото положение в страната и привличат армия от селяни и дезертьори. Бунтовете в Тракия са потушени, но ново нападение на печенегите от север през 1087 г. кара императора да поведе поход в Мизия срещу тях. Той не постига успех при обсадата на Дръстър (Силистра) и плаща паричен откуп, за да се завърне с армията си обратно. През 1090 г. печенегите нахлуват отново. Тогава с умели ходове Алексий печели за съюзници куманите и заедно разбиват печенегите в Тракия на следващата година. Печенегите правят последен набег през 1094 г., когато също са разбити.

### Войни на изток
Сериозно е положението на империята в Мала Азия, където повечето от предишните територии са изгубени и са във владението на селджукския тюркски султанат или различни мюсюлмански емири. Византийската армия няма достатъчно сили, за да започне контранастъпление на изток.
Алексий I Комнин търси помощ сред европейските държави и призовава папата да организира поход на християните срещу тюркските мюсюлмани. Папата откликва на призива му и така е организиран Първи кръстоносен поход през 1095. Първата вълна на похода, известна като Народен кръстоносен поход, съставена главно от зле организирано селско опълчение, водено от един проповедник – Пиер Отшелника и от бедния рицар Готие Голтака, не успява достигне Светите места и бива победена още в Мала Азия. Следващата вълна на похода, съставена от две отделни войски, включващи основно добре подготвени войници и рицари, водени от способни военачалници, наричан Походът на рицарите, пристига скоро след разгрома им и в него се вливат част от оцелелите в него. Скоро между императора и кръстоносците възниква напрежение. Започва да се говори дори за атака на Константинопол. В крайна сметка Алексий I Комнин се споразумява с тях и успява да ги прехвърли в Мала Азия. Алексий отстоява сигурността на населението на империята и войските му строго контролират преминаването на кръстоносците. Там, откъдето минават рицарите и армията им, веднага след това пристигат византийските войски и налагат императорската власт.
Византийците се възползват умело от успехите на кръстоносците и придобиват Никея през 1097 г. като просто влизат в освободения от кръстоносците град. Властта на Византия в по-голямата част от Мала Азия е отново възстановена, докато западноевропейските рицари превземат Антиохия и Сирия. Съгласно сключената договорка, кръстоносците създават собствени държави в Сирия и Светите земи, като съюзници и формални васали на византийския император (по западноевропейския феодален образец). От своя страна византийците подпомагат рицарите с флот и провизии срещу мюсюлманите, които ок. 1100 г. са напълно отблъснати и губят превъзходството си в региона. Въпреки това централната част на Анадола остава под властта на Румския султанат, и заради това в 1110 – 1117 г. се налага ромеите отново да воюват срещу селджуките, а в Киликия е организирано Арменско княжество като допълнителен буфер.

### Реформи
Във вътрешнополитическо отношение Алексий I укрепва положението си на трона, като създава множество нови длъжности (например званието севастократор) и ги дарява на свои близки. За да се консолидира властта на управляващата династия на Комнините, благородниците които не са свързани по родство с нея, биват изключвани от управлението. Срещу Алексий I са организирани над дузина покушения, дворцови заговори, военни бунтове и селски въстания.
По западноевропейски образец, Византия започва да преминава към феодална система с въвеждането на прониите. Реформирано е сеченето на монети и в 1092 година се въвежда нова златна монета – хиперпирон. Император Алексий I провежда гонения срещу еретиците богомили и павликяни, които заповядва да бъдат екзекутирани публично. Според „Алексиада“, императорът тайно кани богомилския водач Василий Врач на теологичен диспут в столицата, под предлог че иска да стане негов последовател, след което го пленява и осъжда на публично изгаряне на клада.
Императорът умира през 1118 година след дълго боледуване. Алексий I Комнин остава в историята като един от най-способните владетели, които е имала Византия. Наследява го синът му Йоан II Комнин.

## Семейство
Алексей Комнин в края на 1077 – началото на 1078 година се оженил за представителка на династия Дука – Ирина Дукина (1065/66 — 19 февруари 1123), дъщеря на кесаря Андроник Дука. Те имат 9 деца:
- Анна Комнина (1 декември 1083 – 1153/55)
- Мария Комнина (19 септември 1085 – след 1136)
- Йоан II Комнин (13 септември 1087 – 8 април 1143), византийски император (1118 – 1143)
- Андроник Комнин (18 септември 1091 – 1131)
- Исак Комнин (16 януари 1093 – 1131)
- Евдокия Комнина (14 януари 1094 – 1130/1131)
- Теодора Комнина (15 януари 1096 – след 1124)
- Мануил Комнин (7 февруари 1097 – 16 май 1098)
- Зоя Комнина (4 март 1098 – 17 септември 1098)